# Elytrimitatrix franki
Elytrimitatrix franki es una especie de escarabajo longicornio del género Elytrimitatrix, familia Cerambycidae, orden Coleoptera. Fue descrita científicamente por Botero & Santos-Silva en 2020.

## Descripción
Mide 22,35 milímetros de longitud.

## Distribución
Se distribuye por Ecuador.